# 梅利莎·艾弗森
梅利莎·艾弗森（英語：Melissa Iverson，20世纪—），美国女子赛艇运动员。她曾代表美国参加世界赛艇锦标赛，获得一枚金牌和二枚银牌。其中一枚金牌和一枚银牌来自女子四人单桨无舵手项目，另一枚银牌来自女子八人单桨有舵手项目。